# Spiegelei

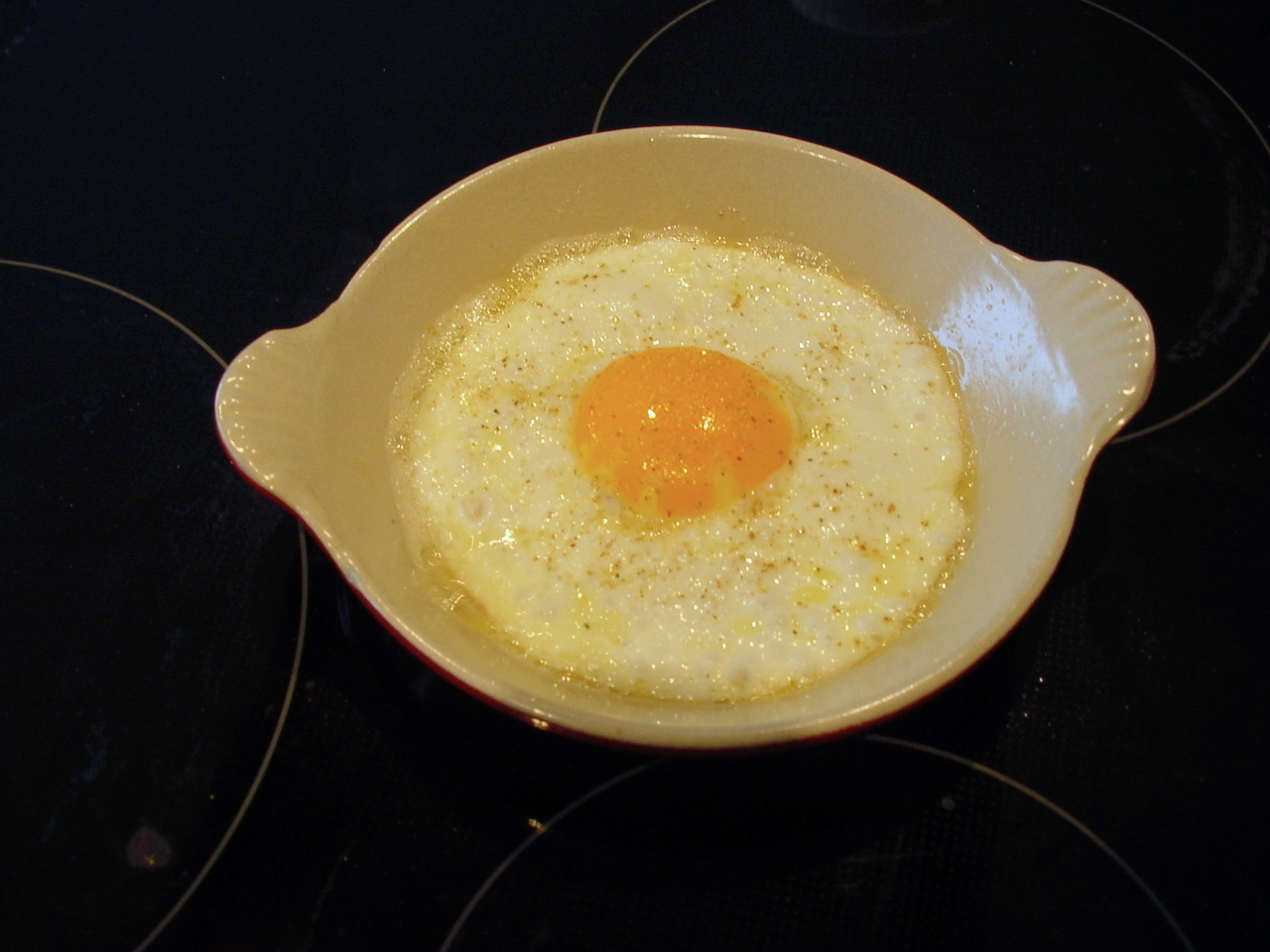
Een spiegelei gebakken in een keramisch pannetje

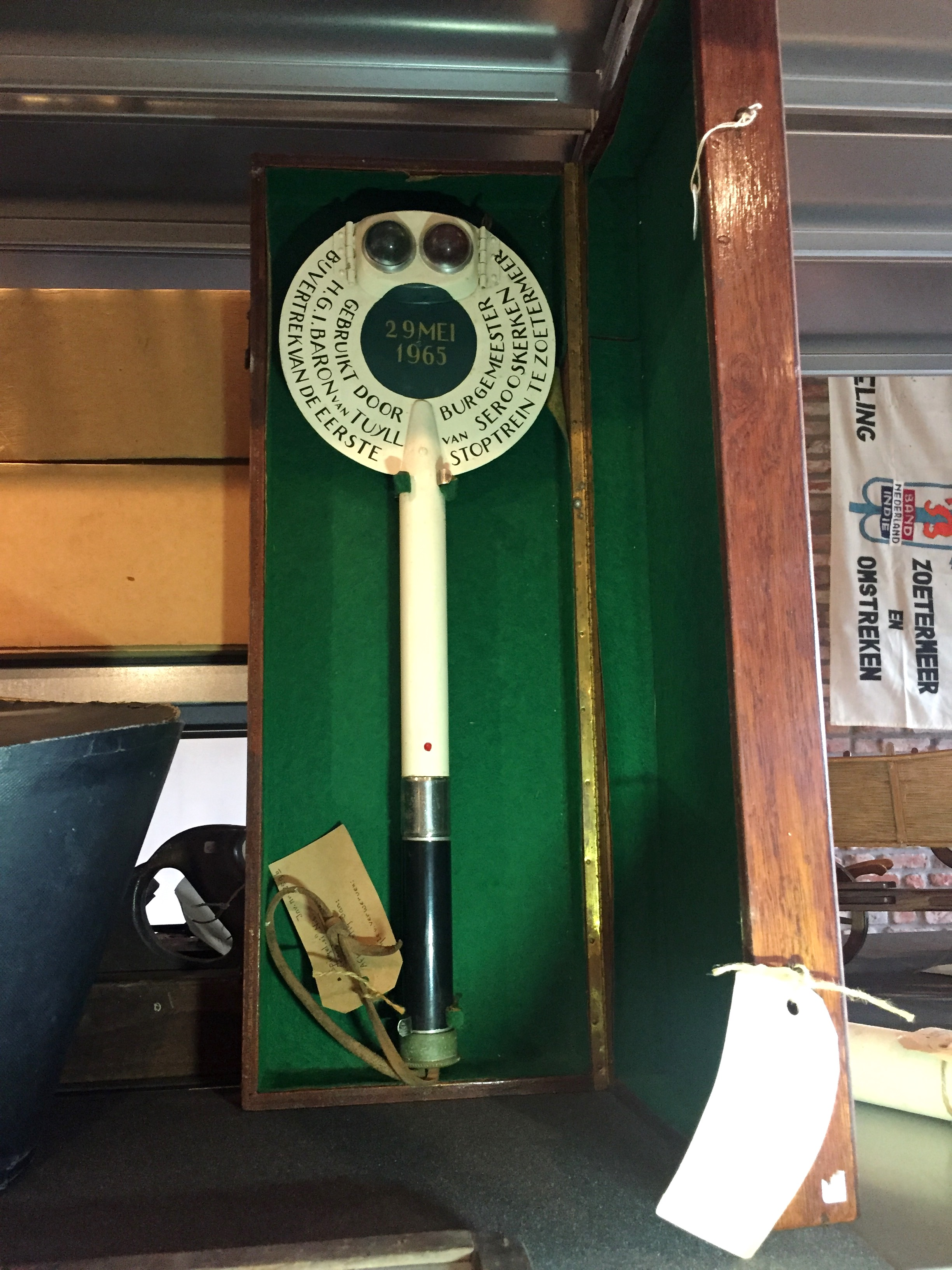
Gebruikt door burgemeester H.G.I. baron van Tuyl van Serooskerken, bij vertrek van de eerste stoptrein te Zoetermeer op 29 mei 1965

Een spiegelei, in Vlaanderen ook wel paardenoog genoemd, is een gebakken ei, waarvan de dooier heel blijft bij het bakken. Spiegeleieren zijn een onderdeel van een uitsmijter.
Wordt het ei aan beide kanten gebakken, dan wordt het spiegelei 'doorbakken' genoemd.
Het woord wordt in het spraakgebruik ook toegepast op het vertreksein voor de trein, dat vroeger door de stationsschef werd gebruikt.